# Idomene pectinata
Idomene pectinata är en kräftdjursart som först beskrevs av T. och A. Scott 1898.  Idomene pectinata ingår i släktet Idomene och familjen Thalestridae. Inga underarter finns listade i Catalogue of Life.